# Proceedings of the Japan Academy, Series B
Proceedings of the Japan Academy, Series B Physical and Biological Sciences is een Japans wetenschappelijk tijdschrift op het gebied van de multidisciplinaire wetenschap.
De naam wordt in literatuurverwijzingen meestal afgekort tot Proc. Jpn. Acad. B Phys. Biol. Sci.
Het wordt uitgegeven door de Japanse Akademie van Wetenschappen en verschijnt 10 keer per jaar.
Het tijdschrift is opgericht in 1913 onder de naam Proceedings of the Imperial Academy. Het publiceerde artikelen in het Engels, Frans en Duits. In 1945 veranderde de naam in Proceedings of the Japan Academy. In 1977 werd dit tijdschrift gesplitst in de delen A en B.